# الانتخابات العامة الأردنية 1961

الانتخابات الأردنية 1961 هي انتخابات أُجريت يوم التاسع عشر من أكتوبر عام 1961 م. وبما أن الأحكام العرفية كانت هي المسيطرة على البلاد فإن كل المترشحين للانتخابات كانوا من المستقلين.